# ChemPhysChem
ChemPhysChem (ook European Journal of Chemical Physics and Physical Chemistry) is een internationaal, aan collegiale toetsing onderworpen wetenschappelijk tijdschrift op het gebied van de fysische chemie en de chemische fysica.
Het wordt uitgegeven door Wiley-VCH namens de ChemPubSoc, een koepelorganisatie van nationale Europese organisaties op het gebied van de chemie.
Het tijdschrift is opgericht in 2000 en verschijnt 18 keer per jaar.